# 8687 Caussols
8687 Caussols eller 1992 PV är en asteroid i huvudbältet som upptäcktes den 8 augusti 1992 av den belgiske astronomen Eric W. Elst vid CERGA-observatoriet. Den är uppkallad efter Caussols.
Asteroiden har en diameter på ungefär 3 kilometer.